# Agrias magdalenae
Agrias magdalenae är en fjärilsart som beskrevs av Schultze 1928. Agrias magdalenae ingår i släktet Agrias och familjen praktfjärilar. Inga underarter finns listade i Catalogue of Life.